# Anne-Louise Lambert
Anne-Louise Lambert (* 21. August 1955 in Brisbane; eigentlich Anne Lambert) ist eine australische Schauspielerin.

## Leben und Karriere
Anne-Louise Lambert war bis 1974 in australischen Seifenopern zu sehen, bis sie mit der Rolle der ätherischen, auf mysteriöse Weise verschwundenen Schönheit Miranda in Peter Weirs Film Picknick am Valentinstag internationales Aufsehen erregte. Sie arbeitete anschließend einige Jahre in England und änderte ihren Vornamen in Anne-Louise, um die Verwechselung mit einer anderen Schauspielerin namens Anne Lambert zu vermeiden. Sie war in den folgenden Jahrzehnten sowohl im Theater als auch in Film- und Fernsehproduktionen zu sehen, darunter 1982 in ihrer wohl zweitbekanntesten Rolle als Mrs. Talman in Peter Greenaways Der Kontrakt des Zeichners. 2004 wirkte sie in Somersault – Wie Parfum in der Luft mit.
Anne-Louise Lambert, die einen 1989 geborenen Sohn namens Harry hat, hat sich mittlerweile bis auf gelegentliche Ausflüge (so etwa in der Fernsehserie House of Bond im Jahr 2017) von der Schauspielerei verabschiedet. Sie lebt und arbeitet heute als Psychotherapeutin in Sydney. Ihre Schwester ist die fünfzehn Jahre jüngere Schauspielerin und Drehbuchautorin Sarah Lambert.

## Filmografie (Auswahl)
- 1973: Number 96 (Fernsehserie, 7 Folgen)
- 1975: Picknick am Valentinstag (Picnic at Hanging Rock)
- 1978: Cop Shop (Fernsehserie, 19 Folgen)
- 1981: The Borgias (Fernseh-Miniserie, 9 Folgen)
- 1982: Der Kontrakt des Zeichners (The Draughtsman's Contract)
- 1986: Sherlock Holmes (Fernsehserie, Folge The Abbey Grange)
- 1988: The Dirtwater Dynasty (Fernseh-Miniserie, 5 Folgen)
- 1991: Breathing Under Water
- 1992: Seeing Red
- 1995: Napoleon – Abenteuer auf vier Pfoten (Napoleon)
- 1996: Lilian’s Story
- 2004: Somersault – Wie Parfum in der Luft (Somersault)
- 2005: The Alice (Fernsehserie, Folge 1x04)
- 2016: Target Fascination
- 2017: House of Bond (Fernseh-Miniserie, 2 Folgen)
- 2022: Mother Mountain